# Rue Boulay
Ne doit pas être confondu avec Rue du Commandant-Boulay ou Passage Boulay.
La rue Boulay est une voie située dans le quartier des Épinettes du 17e arrondissement de Paris.

## Situation et accès
La rue Boulay est desservie par la ligne 13 à la station Porte de Clichy, ainsi qu'à proximité par la ligne 3b du tramway d'Île-de-France.

## Origine du nom

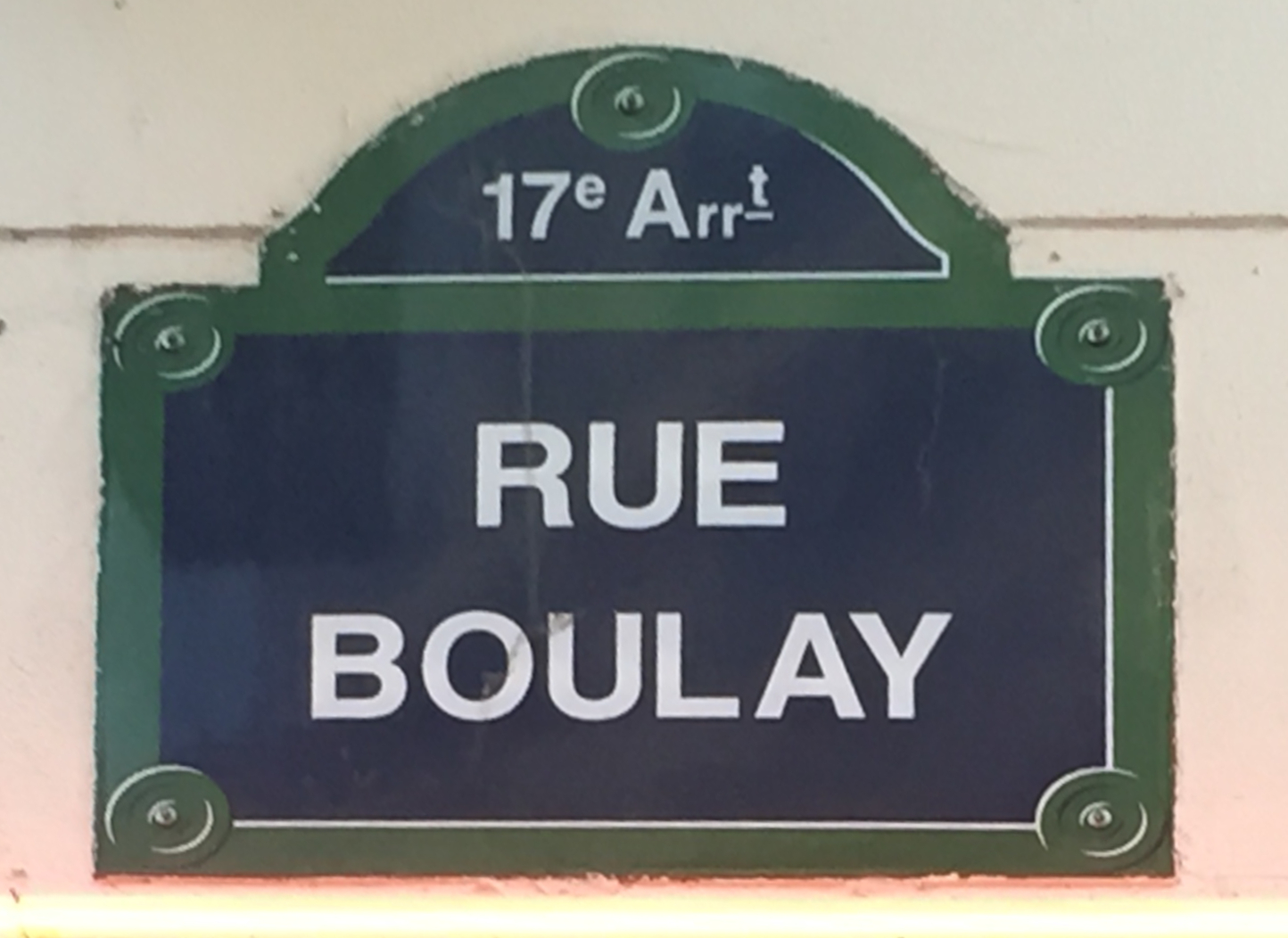
Plaque de la rue.

La rue tire son nom du propriétaire du terrain sur lequel la voie a été ouverte.

## Historique
Ancienne voie de la commune de Batignolles-Monceau ouverte en 1848 sous sa dénomination actuelle, elle est classée dans la voirie parisienne par décret du 23 mai 1863.
La rue longeait l'ancienne usine de la Société de construction des Batignolles créée en 1846 par Ernest Gouin démolie à la fin des années 1920.

## Bâtiments remarquables et lieux de mémoire
- Square Boulay-Level